# Fontanier de Vassal

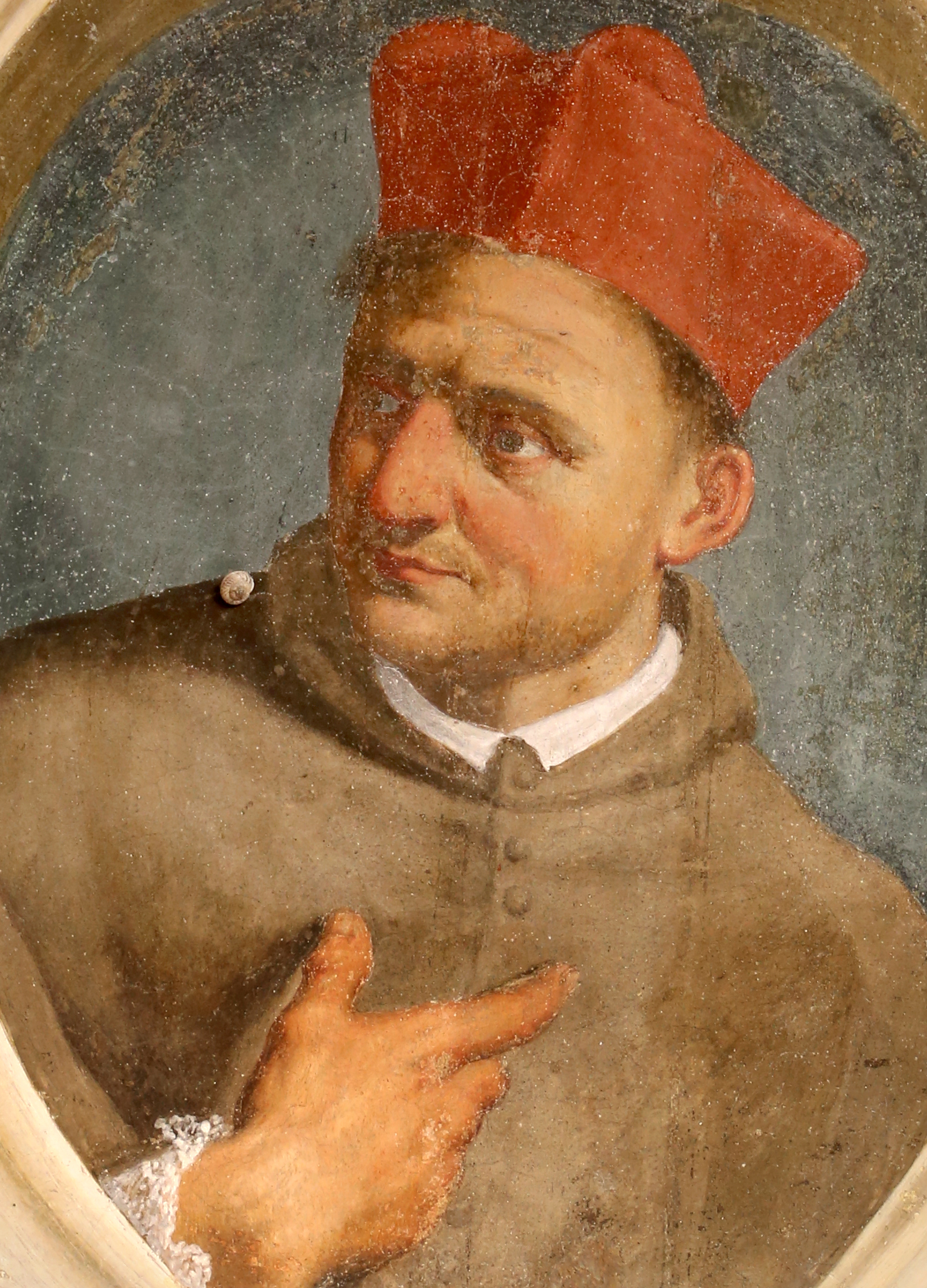
Fontanier de Vassal

Fontanier de Vassal  (Vaillac, c. 1295 - Pavía, 1361) fue un prelado y diplomático francés.
Entró en la orden de los franciscanos y fue, sucesivamente, vicario general (1342) y general de ella (1343), arzobispo de Rávena (1347) y patriarca de Grado. Estuvo, además, encargado de misiones importantes cerca de varios papas y acababa de ser elevado a cardenal cuando murió de la peste en Padua. Dejó varios escritos.